# Ексимерний лазер

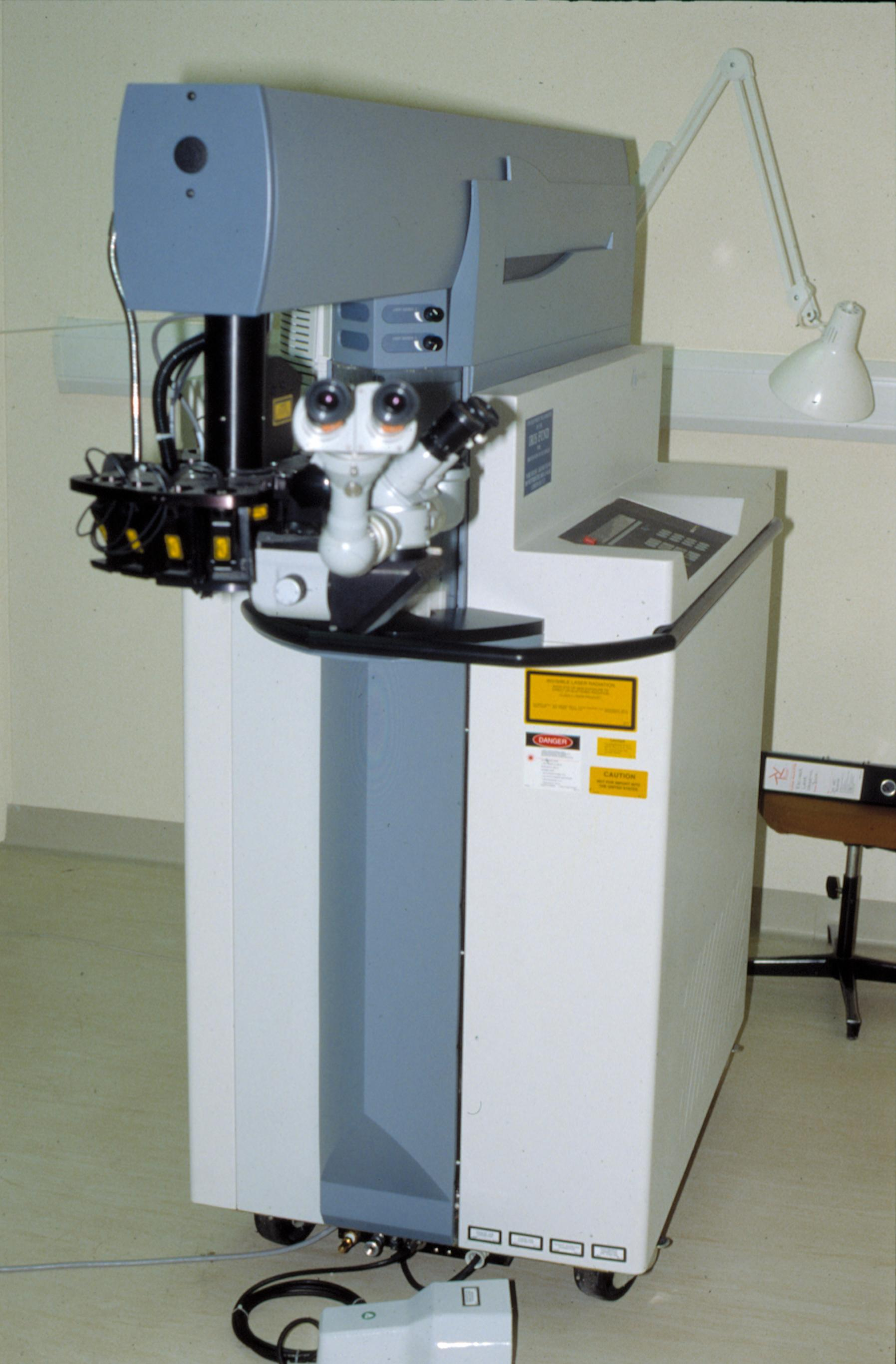
Summit Technology Inc (Бостон). Ексимерний лазер. 1988 рік

Ексимерний лазер — різновид ультрафіолетового газового лазера, що широко застосовується в очній хірургії (лазерна корекція зору) і напівпровідниковому виробництві.
Термін ексимер (англ. excited dimer) означає збуджений димер і позначає тип матеріалу, що використовується як робоче тіло лазера.
Перший у світі ексимерний лазер винайшли в 1970, а представили 1971 році Микола Басов, В. А. Даниличев, О. Г. Молчанов та Ю. М. Попов у Фізичному інституті імені П. М. Лебедєва в Москві (СРСР). У ньому використано димер ксенону (Xe2), який збуджується пучком електронів для отримання вимушеного випромінювання з довжиною хвилі 172 нм. Надалі інші групи винахідників — Avco Everett, Sandia Laboratories, Науково-технічний центр Northrop та Військово-морська дослідницька лабораторія уряду США — ввели вдосконалення та почали використовувати суміші благородних газів із галогенами (наприклад, XeBr), що запатентували 1975 року Джордж Гарт та Стюарт Сірлес із дослідницької лабораторії ВМС США, яка також розробила лазер на суміші XeCl, який збуджується за допомогою мікрохвильового розряду.
Лазерне випромінювання ексимерної молекули відбувається внаслідок того, що вона має «притягувальний» (асоціативний) збуджений стан і «відштовхувальний» (не асоціативний) основний — тобто молекул в основному стані практично не існує. Це пояснюється тим, що благородні гази, такі як ксенон чи криптон, високоінертні і зазвичай не утворюють хімічних сполук. У збудженому стані (викликаному електричним розрядом) вони можуть утворювати молекули один з одним (димери) або з галогенами, такими як фтор або хлор. Тому поява молекул у збудженому зв'язаному стані автоматично створює інверсію заселеності між двома енергетичними рівнями. Така молекула, що перебуває в збудженому стані, може віддати свою енергію у вигляді спонтанного або вимушеного випромінювання, внаслідок чого молекула переходить у основний стан, а потім дуже швидко (протягом пікосекунд) розпадається на атоми, з яких складалась.
Попри те, що термін димер відносять тільки до з'єднання однакових атомів, а в більшості ексимерних лазерів використовують суміші благородних газів з галогенами, назва прижилася і використовується для лазерів подібної конструкції.
Довжина хвилі ексимерного лазера залежить від складу використовуваного газу, і зазвичай лежить в ультрафіолетовій ділянці:
| Ексимер | Довжина хвилі |
| ------- | ------------- |
| Ar2     | 126 нм        |
| Kr2     | 146 нм        |
| F2      | 157 нм        |
| Xe2     | 172 нм        |
| ArF     | 193 нм        |
| KrCl    | 222 нм        |
| KrF     | 248 нм        |
| XeBr    | 282 нм        |
| XeCl    | 308 нм        |
| XeF     | 353 нм        |

Ексимерні лазери зазвичай працюють у імпульсному режимі з частотою проходження імпульсів від одного до декількох сотень герц, у деяких моделей частота може досягати 2 кГц; також можливе генерування поодиноких імпульсів. Імпульси випромінювання зазвичай мають тривалість від 10 до 30 нс та енергію від одиниць до сотень міліджоулів. Потужне ультрафіолетове випромінювання таких лазерів дозволяє їх широко застосовувати в хірургії (особливо очній), у процесах фотолітографії в напівпровідниковому виробництві, мікрообробці матеріалів, у виробництві рідкокристалічних панелей, а також у дерматології. Нині ці пристрої досить громіздкі, що є недоліком за широкого медичного застосування (див. LASIK), проте їх розміри поступово зменшуються завдяки сучасним розробкам.